# Distrikt Bülach
Der Distrikt Bülach war zur Zeit der Helvetischen Republik und der Mediation von 1798 bis 1813 eine Verwaltungseinheit im Nordwesten des Kantons Zürich. Er umfasste die Gebiete der heutigen Bezirke Dielsdorf und Bülach.
Sitz des Distriktagenten war in Bülach, ebenso tagte das Distriktsgericht in Bülach. Mit dem Ende der Mediationszeit wurde der Distrikt aufgehoben und wieder in die Oberämter Regensberg (Westteil) und Bülach (Ostteil) aufgeteilt, wobei man das Neuamt nicht wieder aufleben liess.